# Knjižnica Ekonomsko-poslovne fakultete v Mariboru
Knjižnica Ekonomsko-poslovne fakultete Maribor (EPF) se nahaja v kletnih prostorih fakultete. Knjižnični fond obsega skoraj 100.000 knjižnih enot in 280 naslovov revij. Poleg neknjižnega gradiva se pojavlja vedno več gradiva v elektronski obliki, ki omogoča dostop večjemu številu uporabnikov. 

## Zgodovina
Leta 1959 je bila ustanovljena Višja komercialna šola v Mariboru. S tem je bil položen temeljni kamen današnje Ekonomsko-poslovne fakultete in Univerze v Mariboru. Knjižnica EPF je tako kot fakulteta stara petdeset let. Iz skromne zbirke, ki je štela le nekaj sto knjig na nekdanji Višji ekonomsko-komercialni šoli je knjižnični fond zrasel na  skoraj 100.000 knjižnih enot in 280 naslovov revij. Leta 1989 so pričeli z računalniško obdelavo gradiva in osebnih bibliografij. Knjižnica je bila leta 2009 obnovljena in razširjena. 

## Gradivo
Gradivo je postavljeno v prostem pristopu in seveda v večini pokriva področje ekonomije in poslovnih ved. S svojo informacijsko, učbeniško zbirko in zbirko diplom, magistrskih ter doktorskih nalog nudi profesionalno podporo študiju. Zbirka knjižnice EPF danes obsega več kot 90 tisoč enot. Mnoge so v prostem dostopu. Naročenih ima 385 naslovov revij. Že leta 2004 je EPF kot prva na Univerzi v Mariboru uvedla sistem e-diplom in tako danes digitalna zbirka zaključnih del obsega skoraj tri tisoč enot. 
Študentom, učiteljem in drugim članom knjižnice je na voljo raznolika študijska literatura: knjige, učbeniška in informacijska zbirka, serijske publikacije (revije, časniki, bilteni…), diplomske, magistrske in doktorske naloge, neknjižno gradivo in elektronski viri, med katerimi so najpomembnejše specializirane podatkovne baze, do katerih je na fakulteti zagotovljen brezplačen in oddaljen dostop. 
Knjižnica Ekonomsko-poslovne fakultete je vključena v vzajemni katalog slovenskih
knjižnic COBISS, ki omogoča dostop do njihovega gradiva in do številnih tujih baz:
- WoS
- ProQuest
- OCLC
- EIFL
- Science Direct
- EMERALD
- JSTOR in
- GVIN (slovenska poslovna baza).

## Izposoja
Izposoja doseže do 200 tisoč enot na leto, saj knjižnico v enem letu obišče prek 30 tisoč uporabnikov. Uporabniki si lahko gradivo poiščejo sami v COBISS-u ter si izpišejo postavitev (signaturo) gradiva na polici. Izpisano postavitev predajo knjižničarju/knjižničarki, da gradivo najde, lahko pa si ga poiščejo tudi sami. Ob vpisu v knjižnico, lahko pa tudi pozneje, uporabniki izpolnijo obrazec kjer si določijo geslo za rezervacijo gradiva preko COBISS-a. Ko je gradivo na voljo, dobijo obvestilo preko elektronske pošte. Z istim geslom se lahko rok izposoje podaljšuje preko storitve Moja knjižnica. Študenti Univerze v Mariboru lahko geslo uporabljajo tudi za oddaljen dostop do elektronskih virov. Cenik je dostopen na spletnem naslovu knjižnice. Za zaposlene na Univerzi v Mariboru veljajo za izposojo gradiva posebna pravila dostopna na spletni strani knjižnice. Izposojevalni rok iz knjižnice EPF  je en mesec, razen če je določeno drugače. 

## Dejavnosti / storitve
Čitalnica z informacijsko, učbeniško zbirko in zbirko diplom, magistrskih in doktorskih nalog je locirana v prvem nadstropju in nudi dobre študijske pogoje.
V knjižnici EPF opravljajo medknjižnično izposojo za vse slovenske knjižnice, študente in druge uporabnike (iz knjižnice Banke Slovenije, Centralne ekonomske knjižnice v Ljubljani in Inštituta za ekonomska raziskovanja v Ljubljani) ter za zaposlene na EPF. Izposoja iz tujine poteka preko Univerzitetne knjižnice Maribor. Gradivo se lahko naroči osebno na oddelku medknjižnične izposoje ali v čitalnici, po faksu, po elektronski pošti ali preko portala Moja knjižnica. Gradivo se lahko prevzame osebno ali preko pošte (samo za knjižnice), članke pa tudi po e-pošti (v obliki datoteke PDF).  
Rok dobave za gradiva iz knjižnice EPF kakor tudi iz drugih knjižnic je predvidoma 2-5 dni. Prizadevajo si za čim hitrejše posredovanje. Izposojevalni rok iz knjižnice EPF in drugih knjižnic je en mesec, razen če knjižnica, ki gradivo izposoja, ne določi drugače. 
Ena od dejavnosti knjižnice Ekonomsko-poslovne fakultete je tudi izdelava bibliografije raziskovalcev in strokovnih sodelavcev v sistemu COBISS.   Na spletni strani knjižnice najdemo tudi seznam knjižnih novosti ter namige za zanimivo oz. koristno branje ter seznam priporočene študijske literature za dodiplomski in magistrski študij. 
Knjižnica seznanja svoje uporabnike z informacijsko ponudbo in možnostmi iskanja virov v obliki uvajalnih seminarjev ali z individualnim svetovanjem.

## Uporabniki
V knjižnici EPF opravljajo izposojo za študente Univerze v Mariboru (UM), študente izven UM ter ostale uporabnike. Za vpis študenti potrebujejo indeks in sliko, ostali pa osebni dokument in sliko. 

## Zaposleni
Šest strokovnih delavcev skrbi za kakovostne knjižnične storitve, in sicer za: nabavo in obdelavo vseh vrst gradiva, izposojo na dom in v čitalnico, medknjižnično izposojo, svetovanje, uvajanje v uporabo informacijskih virov, izdelavo osebnih bibliografij in tematske poizvedbe. Zaposleni v knjižnici EPF so:

## Poslanstvo
Osnovno poslanstvo knjižnice EPF je zagotoviti vse vrste knjižničnih storitev in informacijskih virov za študij in raziskovanje s področja ekonomije in poslovnih ved. Knjižnica je vključena v Knjižnični informacijski sistem Univerze v Mariboru (KISUM) s skupno izkaznico in tudi enakimi pravili poslovanja. Je aktivna članica sistema COBISS, ki omogoča vpogled v zbirko knjižnice, rezervacijo gradiva, podaljševanje in tudi svetovanje preko spleta. Knjižnica EPF si prizadeva še aktivneje sodelovati v študijskem in raziskovalnem procesu na fakulteti. Trudijo se doseči tudi višjo stopnjo informacijske pismenosti uporabnikov knjižničnih storitev in s tem povečati svojo učinkovitost, operativnost in ekonomičnost dobre informacijske ponudbe.